# Йон Негрей
Йон Негрей (на румънски: Ion Negrei) е историк и политик от Република Молдова. От 25 септември 2009 до 14 януари 2011 година е вицепремиер в правителството на Владимир Филат, отговарящ за социалната политика.

## Биография
Йон Негрей е роден в Будещи край Кишинев. През 1980 година завършва висшето си образование във Факултета по История и Педагогика в Педагогическия университет „Йон Крянга“ в Кишинев, след което 5 години работи като преподавател в средно училище. Междувременно е апирант в Института по история към Академията на науките на Молдова.
В периода 1991-2007 година Йон Негрей е главен редактор на списанието за история и култура „Куджетул“. От 1998 година е доктор на историческите науки в университета „Александру Йон Куза“ в Яш, Румъния. От 2000 до 2009 година е подпредседател на Асоциацията на историците в Република Молдова.
Член е на Либералната партия.
Темите, които Йон Негрей изследва като историк, са свързани с новата и най-нова история на Бесарабия и на румънците.